# 하정훈
하정훈(1960년 ~ )은 서울대학교 출신의 대한민국의 소아청소년과 의사이다. 그는 대한민국의 저출산 대책으로 국민의 육아에 대한 낙천적인 생각을 추구해야 한다고 주장하였고, "삐뽀삐뽀 119 소아과"라는 베스트셀러 육아지침서의 작가로 알려져 있다.

## 저서
- 《삐뽀삐뽀 119 소아과》[4]
- 《삐뽀삐뽀 119 이유식》 ("처음 만나는 우리 아기 이유식"의 개정판[5])
- 《우리 아가 예방접종》
- 《소아과 개원의를 위한 육아 상담 가이드》

## 어록
- 그는 주치의등록제에 대해서 "미국의 경우 워낙 국민들의 의료접근성이 떨어지고 전문의가 인구에 비해 부족해 의료공공성 강화를 위해 가정의를 지정하는 제도를 두고 있는 것이다. 우리나라 같이 5분이면 해당 전문의의 개원병원을 찾을 수 있는 나라에서 주치의등록제는 필요없다"라고 주장하였다.[6]
- 2010년 12월 8일 트위터를 통해 이명박 정부가 단독처리한 예산안에 결핍된 어린이 복지 예산 대해서 "국회에서 아가들의 필수예방접종예산을 몽땅 다 삭감해버렸습니다. 저출산으로 국가가 비상사태라는데 정작 아이 키우는데 비용은 국가가 책임 질수 없다니 놀랍습니다. 우리보다 후진국도 아이들 접종은 무료로 해주는 나라가 많다는데"라고 비판하였다.[7]
- 한의사가 보건소장직을 맡는 경우에서 그는 "보건소 업무에 한의학적인 부분도 있지만 현대의학이 대부분의 비중을 차지하고 있으며 역학조사와 같은 사업을 한의사가 진행하기에는 무리가 있다"라고 반대하였다.[8]
- 유아 예방접종을 무료화에 대해서 "엄마들은 아기들의 예방접종을 100% 무료로 할 권리가 있다. 엄마들이 청와대 홈페이지에 가서 서버 다운시키면 내일 당장 해줄 것이다. 언론에서도 예방접종을 무료화해야한다고 앞장서서 이야기해주길 바란다"라고 찬성하였다.[9]